# Thom Luz
Thom Luz (* 9. Januar 1982 in Zürich) ist ein Schweizer Regisseur, Musiker und Bühnenbildner.

## Leben
Nach Abschluss der Diplommittelschule in Zürich studierte Thom Luz an der Zürcher Hochschule der Künste im Studiengang Schauspiel. Sein Diplom als eidgenössischer Kulturschaffender erhielt er 2005.
Seit 2007 entwickelt Thom Luz Projekte sowohl in der freien Szene als auch an Stadttheatern in der Schweiz, Deutschland, Belgien und Frankreich. Seine Inszenierungen wurden mehrfach ausgezeichnet und zum Berliner Theatertreffen eingeladen. 2019 wurde ihm der Schweizer Theaterpreis verliehen.
Von 2015 bis 2020 war Luz unter Andreas Beck Hausregisseur am Theater Basel und seit 2019 in gleicher Funktion am Residenztheater München tätig.
Thom Luz war Sänger und Gitarrist der Band My Heart belongs to Cecilia Winter.

## Arbeiten

### Inszenierungen
- 2007: Patience Camp. Treibstoff Festival Basel, Rote Fabrik Zürich, Theaterformen Festival Hannover.[6]
- 2008: Die verlorene Kunst, ein Geheimnis zu bewahren. Rote Fabrik, Roxy Birsfelden, Schlachthaus Theater Bern, Schwere Reiter München[7]
- 2009: Schutz und Rettung. Freischwimmer Festival[8]
- 2010: Tag der hellen Zukunft. Gessnerallee, Kaserne Basel, Südpol Luzern, far Festival Nyon[9]
- 2011: Zu zweit bin ich eine Katastrophe. Staatstheater Oldenburg, Schauspiel Bochum[10]
- 2012: There Must Be Some Kind Of Way Out Of Here. Gessnerallee, Kaserne Basel, Südpol Luzern[11]
- 2012: Die Leiden des jungen Werther. Theater Basel[12]
- 2013: When I Die. Spielart Festival München, Gessnerallee, Kaserne Basel, Südpol Luzern, Theater Chur, Vidy Lausanne, Nanterre-Amandiers Paris[13]
- 2014: Archiv des Unvollständigen. Staatstheater Oldenburg, Festspiele Recklinghausen, Mülheimer Theatertage, Heidelberger Stückemarkt, Autorentheatertage Berlin[14]
- 2014: Atlas der abgelegenen Inseln. Schauspiel Hannover. Eingeladen zum Berliner Theatertreffen[15]
- 2015: Der Zauberberg. Theater Basel
- 2015: LSD Mein Sorgenkind. Theater Basel, Heidelberger Stückemarkt, Autorentheatertage Berlin[16]
- 2016: Unusual Weather Phenomena Project. Gessnerallee, Kaserne Basel, Südpol Luzern, Vidy Lausanne, Nanterre-Amandiers Paris, NET Festival Moskau, Münchner Kammerspiele, Festspielhaus Hellerau.[17]
- 2016: Der Mensch erscheint im Holozän. Deutsches Theater Berlin, Theater Basel[18]
- 2016: Traurige Zauberer. Staatstheater Mainz. Eingeladen zum Berliner Theatertreffen[19]
- 2017: Inferno. Theater Basel[20]
- 2017: Paradiso. Theater Basel[21]
- 2018: Leonce und Lena. Theater Basel, Kontakt Festival Toruń, Nanterre-Amandiers Paris, Residenztheater München[22]
- 2018: Girl from the fog machine factory. Gessnerallee, Kaserne Basel, Südpol Luzern, Theater Chur, Vidy Lausanne, Sommerfestival Kampnagel Hamburg, Epidaouros Festival Athen, Printemps des Comediens Montpellier, Münchner Kammerspiele, De Singel Antwerpen, Theaterfestival Prag[23] eingeladen zum Berliner Theatertreffen 2019.[24]
- 2018: Alte Meister. Deutsches Theater Berlin, International Festival of pleasant and unpleasant arts, Lodz, Polen.[25]
- 2019: Radio Requiem. Theater Basel[26]
- 2019: Olympiapark in the dark. Residenztheater München[27]
- 2020: Le vin herbé. Oper von Frank Martin. Theater Basel[28]
- 2021: Lieder ohne Worte. Kaserne Basel, Gessnerallee Zürich, Théâtre Vidy-Lausanne, Wiener Festwochen, Hellerau – Europäisches Zentrum der Künste Dresden[29]
- 2021: Die Wolken, die Vögel, der Reichtum. Residenztheater München[30]
- 2022: Werckmeister Harmonien. Staatsoper unter den Linden Berlin, Gessnerallee Zürich[31]
- 2022: Warten auf Platonow. Residenztheater München[32]
- 2022: Maison Maeterlinck / Theater Immobiel. NT Gent, Gessnerallee Zürich[33]
- 2023: Die acht Oktavhefte. Deutsches Schauspielhaus Hamburg[34]
- 2024: Sternstunden der Menschheit - Nach Stefan Zweig. Salzburger Festspiele 2024[35]
- 2024: TOURIST TRAP. Kaserne Basel, Gessnerallee Zürich, Théâtre Vidy Lausanne, Teatro Stabile dell’Umbria, Bühne Aarau[36]

### Hörspiele
- 2015: Atlas der abgelegenen Inseln. SRF/WDR in Zusammenarbeit mit dem Schauspiel Hannover[37]
- 2018: Der Mensch erscheint im Holozän. SRF in Zusammenarbeit mit dem Deutschen Theater Berlin[38]

### Ausstellungen
- 2016–2019: Unusual Weather Phenomena Machine, Automatisches Bühnenbild im Tinguely Museum Basel,[39] am CDN Orléans,[40] an der Quadriennale Prag und am Bauhaus Festival Weimar[41]
- 2019: Zu Füssli, Videoinstallation im Kunstmuseum Basel[42]

## Rezeption
Der Tagesanzeiger nannte Luz 2024 den „wichtigsten Schweizer Regisseur seiner Generation“.
Die Luzerner Zeitung nannte Luz im Jahr 2022 den „international erfolgreichsten Schweizer Regisseur seiner Generation“.
Im Magazin zum Berliner Theatertreffen 2017 beschrieb Juror Till Briegleb Luz' Theater: «Thom Luz ist ein Meister des feinen Unterschieds. Deswegen sind seine Nebelabende auch so etwas wie musikalische Luftpost. Sie versenden ihre schönen Nachrichten irgendwie mit Nichts, durch das Nichts, auf dem Nichts. Jedenfalls mit nichts Greifbarem. Thom Luz möchte nicht falsch beeindrucken. Er möchte fein beeindrucken. Das ist seine schwebende Neudefinition von Komödie. Luz’ Experten des Sonderlichen sind Widerständler gegen Festlegungen, Dissidenten der Vernunft und ihrer Wertmaschine aus Ware und Zahl. Ihr Vorbild ist die Nebelmaschine, denn die schafft Bilder, Atmosphäre, Magie, durch die der Klang der Musik hindernislos hindurchdringt»
Zu Archiv des Unvollständigen, einer Stückkreation mit der Autorin Laura de Weck schrieb die Süddeutsche Zeitung 2015: »Die sinnfrei geschäftige Atmosphäre erinnert an Regie-Altmeister Christoph Marthaler, aber das junge Team kreiert etwas eigenwillig Neues. Der präzise komponierte, provokant in sich ruhende ›Sprachmusikabend‹ ist ein Moment ungewöhnlichen Theaterglücks.«

## Auszeichnungen
- 2014: Nachwuchsregisseur des Jahres Theater heute.[46]
- Nachtkritik-Theatertreffen mit Archiv des Unvollständigen, Ruhrfestspiele Recklinghausen und Staatstheater Oldenburg[47]
- 2015: Berliner Theatertreffen mit Atlas der abgelegenen Inseln Staatstheater Hannover nach Judith Schalansky[48]
- 2016: Prix Europa für das Hörspiel Atlas der abgelegenen Inseln[49]
- 2017: Berliner Theatertreffen mit Traurige Zauberer Staatstheater Mainz[50]
- 2018: Operadagen Rotterdam Award in Anerkennung für besondere Leistungen fürs zeitgenössische Musiktheater[51] Retrospektive der Biennale Teatro Venedig, mit Vorstellungen von "When I Die" und "Girl From The Fog Machine Factory".[52]
- 2019: Berliner Theatertreffen mit Girl from the Frog Machine Factory[53]
- Publikumspreis für Alte Meister am Festival for pleasant and unpleasant arts, Lodz, Polen[54]
- 2019 Schweizer Theaterpreis[55]